# If I Can't Have You (Bee Gees)
"If I Can't Have You" is een disconummer geschreven door de Bee Gees in 1977.
Het nummer verscheen voor het eerst op de soundtrack van Saturday Night Fever in een uitgaven van Yvonne Elliman. Deze versie werd in november 1977 op single uitgebracht, een maand later volgde de versie van de Bee Gees als B-kant van de succesvolle single "Stayin' Alive".
Het nummer verscheen later ook op verschillende verzamelalbums van de groep, waaronder Their Greatest Hits: The Record en, in geremixte vorm, Bee Gees Greatest. Deze remix-versie kwam in 2007 terecht in de Amerikaanse Hot Dance Tracks-hitlijst.

## Versie van Yvonne Elliman
Het nummer is opgenomen door Yvonne Elliman voor de soundtrack van de muziekfilm Saturday Night Fever.
Elliman had haar album Love Me uit 1976 opgenomen met producer Freddie Perren. Perren was zeer actief in de discobeweging, met samenwerkingen met onder meer The Sylvers en Gloria Gaynor. Echter, Ellimans album had geen duidelijk discogeluid maar bevatte voornamelijk popballads. De titeltrack van het album was geschreven door Barry Gibb.
Gibb had haar gevraagd een nummer voor de soundtrack van Saturday Night Fever te zingen. Het originele idee was dat zij de ballad "How Deep Is Your Love" zou zingen. De Bee Gees hadden daarom zelf al een versie opgenomen van "If I Can't Have You".
Robert Stigwood, de baas van RSO Records, manager van de Bee Gees en producent van het soundtrackalbum, besloot echter dat Elliman "If I Can't Have You" moest zingen en de Bee Gees de ballad.
Deze beslissing pakte niet verkeerd uit: "How Deep Is Your Love" was de eerste single van het album en werd een nummer één hit in meerdere landen. Ook de volgende singles, "Stayin' Alive" en "Night Fever" werden grote hits. In februari 1978 werd Ellimans versie van "If I Can't Have You" uitgebracht als vierde single van het album.
De single kreeg positieve reviews van muziekjournalisten en werd ook een internationale hit. Het bereikte de eerste plek in de hitlijsten in de VS en Canada en de top 10 in Australië & Nieuw-Zeeland, Frankrijk en het VK. In Nederland kwam het tot de 28e plek, in Vlaanderen tot plek 24.

### NPO Radio 2 Top 2000
| Nummer met noteringen in de NPO Radio 2 Top 2000 | '00  | '01  | '02  | '03  | '04  | '05  | '06  | '07 | '08  | '09 | '10  |
| ------------------------------------------------ | ---- | ---- | ---- | ---- | ---- | ---- | ---- | --- | ---- | --- | ---- |
| If I Can't Have You                              | 1265 | 1224 | 1687 | 1868 | 1441 | 1637 | 1993 | -   | 1906 | -   | 1948 |

1. ↑  Een '-' betekent dat het nummer niet was genoteerd en een vetgedrukt getal geeft de hoogste notering aan.
2. ↑  2000 was het eerste jaar met een notering voor dit nummer.
3. ↑  Deze tabel is bijgewerkt tot en met de laatste editie (2024).

## Versie van Kim Wilde
Het nummer werd in 1993 gecoverd door de Britse zangeres Kim Wilde en opgenomen als een van de twee nieuwe nummers op haar verzamelalbum The Singles Collection 1981–1993.
De single bereikte nummer 12 in de UK Singles Chart, nummer 23 in de Nederlandse Top 40 en de zesde plek in de Vlaamse Ultratop 50. Het werd Wilde's grootste hit van de jaren negentig en een van haar grootste hits in Australië, waar het de derde positie behaalde. De single werd uitgebracht in verschillende uitgebreide remixen op de 12-inch en cd-single-formaten.